# Aast (Pyrénées-Atlantiques)
Aast település Franciaországban, Pyrénées-Atlantiques megyében. Lakosainak száma 196 fő (2022. január 1.). Aast Gardères, Ger, Ponson-Dessus, Saubole és Séron községekkel határos.

## Népesség
A település népességének változása:
| Lakosok száma | 192  | 187  | 173  | 184  | 181  | 185  | 186  | 188  | 189  | 196  |
|               | 2010 | 2012 | 2015 | 2016 | 2017 | 2018 | 2019 | 2020 | 2021 | 2022 |